# Monts Caraïbes
Les monts Caraïbes sont un massif montagneux volcanique situé dans le Sud de l'île de Basse-Terre en Guadeloupe.

## Situation
Séparés de la Soufrière au nord par le col de Gourbeyre, ils s'étendent sur 1 370 hectares[réf. nécessaire] sur les communes de Gourbeyre, Vieux-Fort et Trois-Rivières. Le point culminant des monts Caraïbes est le morne Vent Soufflé (à 685 mètres), les autres sommets remarquables sont le morne Cadet (à 673 m), le Bout Morne (à 568 m), le morne Grande Voûte (à 549 m), le morne Boucanier (à 484 mètres) et le Houëlmont (à 418 mètres) au sommet duquel est installé l'observatoire volcanologique et sismologique de Guadeloupe.

## Flore et faune
Les monts Caraïbes présentent un couvert forestier très dense, avec une flore tropicale variée. Les sentiers de randonnée sont plus nombreux que les accès routiers presque inexistants. La route départementale 6 entre Basse-Terre et Trois-Rivières passe sur le littoral par Vieux-Fort, face aux îles des Saintes situées au sud-est.

## Exploitation minière
Les monts Caraïbes sont exploités depuis 1969 à flanc de montagne sur le site de Rivière-Sens pour la production de sable de construction calibré — sables noirs d'origine volcanique, principalement issus de pouzzolane — par la société Les Sablières de Guadeloupe basée à Gourbeyre.

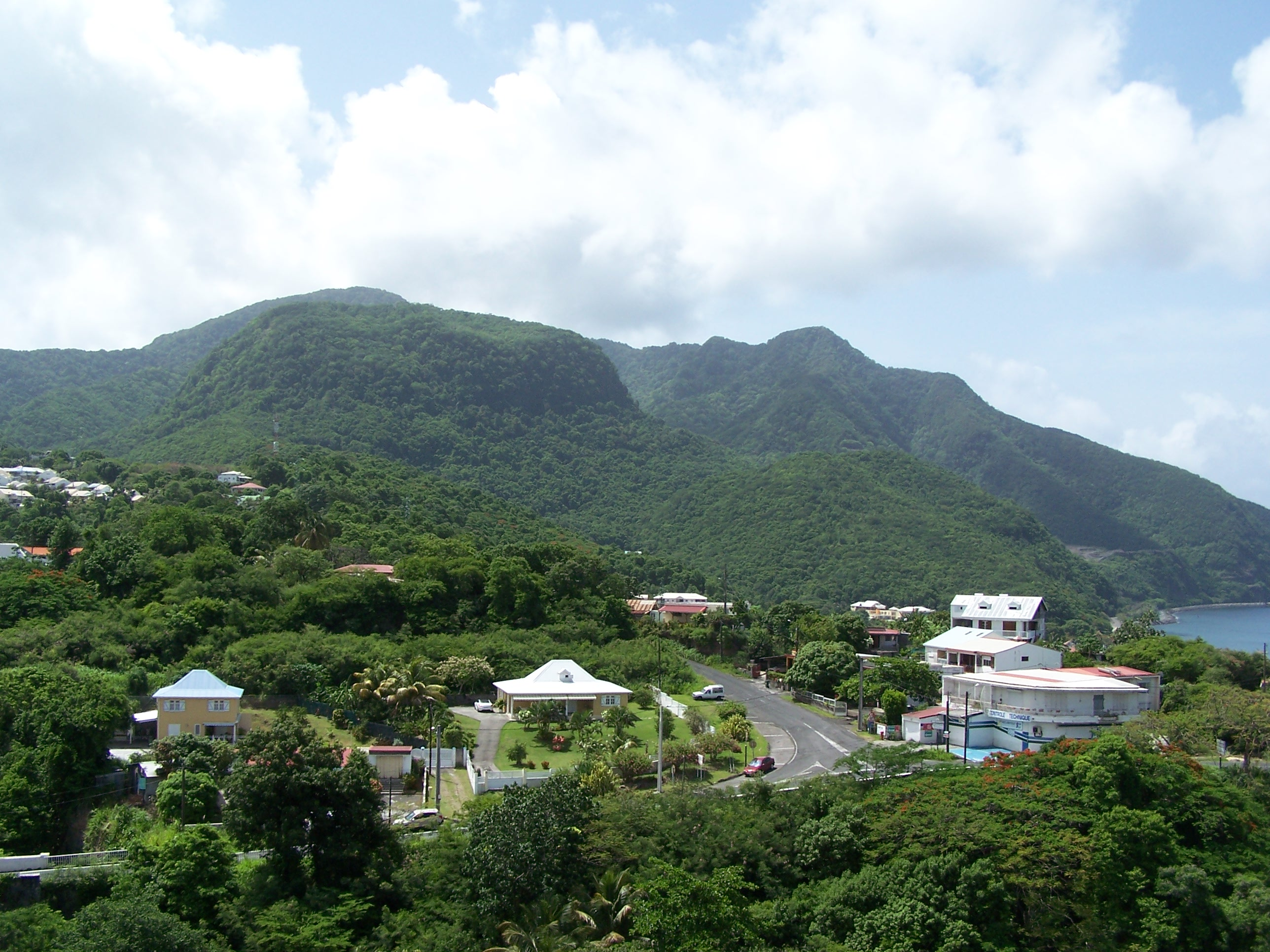
Vue des monts Caraïbes (fond de gauche à droite : Morne Vent Soufflé, Morne Grande Voûte, Morne la Class ; premier plan : Morne Griselle) depuis le fort Delgrès à Basse-Terre.
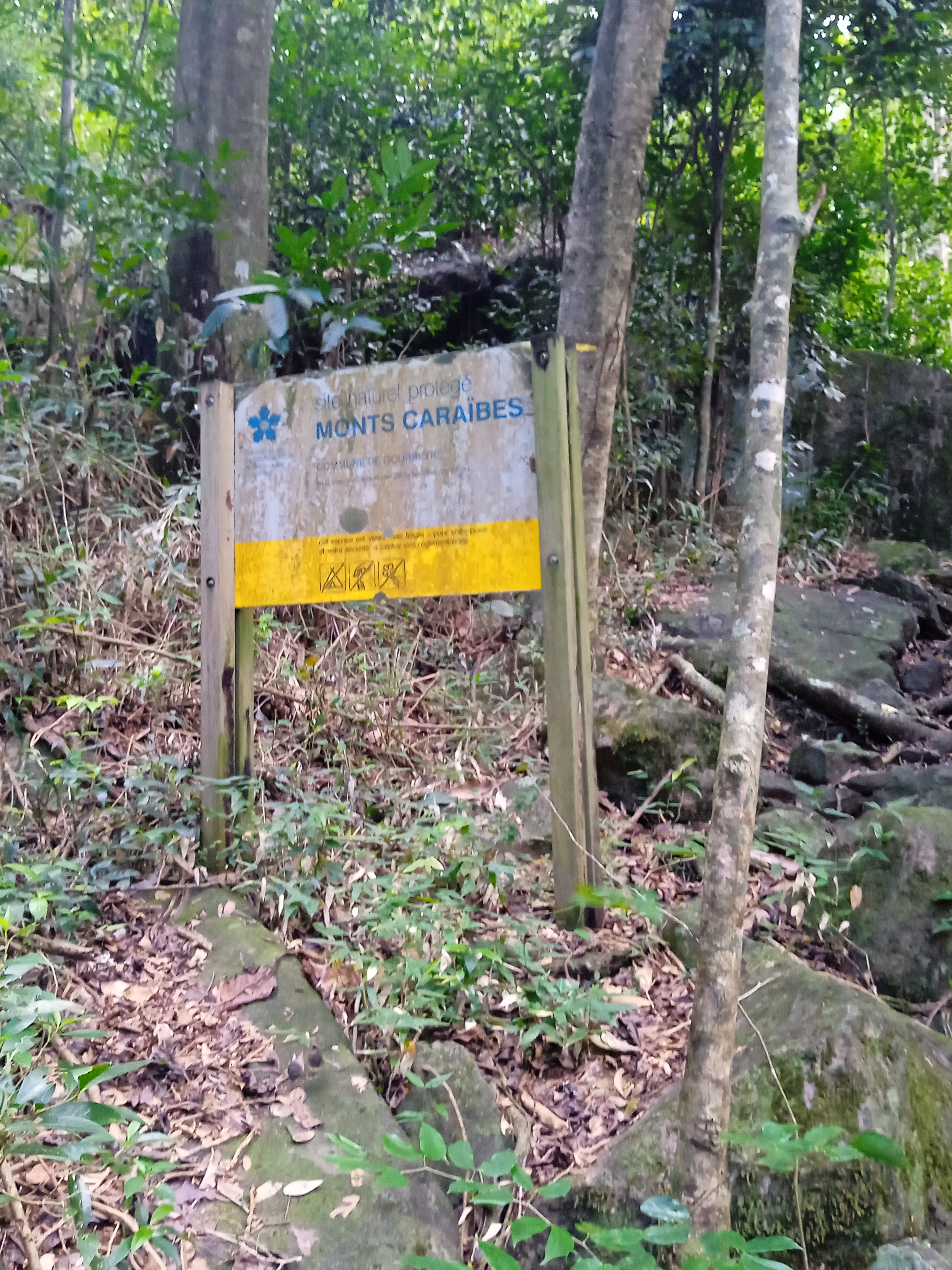
Panneau du site naturel protégé des Monts Caraïbes sur les pentes du Houëlmont.